# Ptochophyle nebulifera
Ptochophyle nebulifera là một loài bướm đêm trong họ Geometridae.